# Aixeta

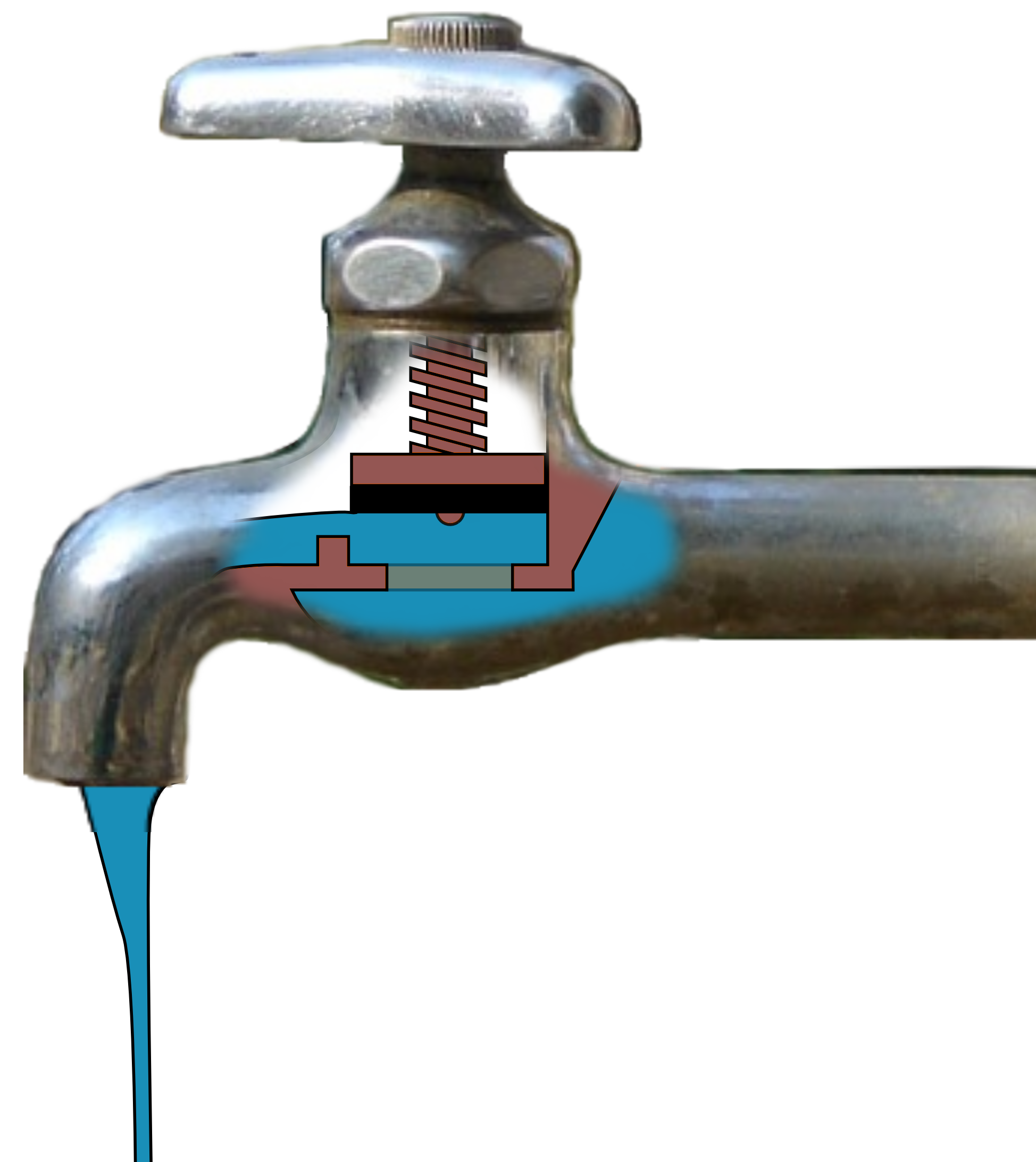
Mecanisme d'un tipus d'aixeta

Una aixeta, grifó o canella és una vàlvula que s'acciona manualment i que adaptada a l'orifici d'un recipient o a l'extrem d'una conducció, regula la sortida d'un fluid.
La paraula «aixeta» està documentada des de 1363 i és d'origen incert, probablement deriva del verb aixetar i aquest del llatí tardà ex-aptare ('deslligar').
Hi ha diversos tipus de mecanismes que fan la funció d'una aixeta, en general consisteixen en un cos fix que disposa d'una peça interior accionada des de l'exterior, la qual pel seu moviment ja sia de rotació o de translació, permet o impedeix el pas de l'aigua o d'un altre fluid. L'aixeta també té un broc que dirigeix cap enfora el raig que surt.
Un exemple d'aixeta per l'aigua de la llar amb la vàlvula de seient corresponent, consta de tija amb rosca i al final una volandera gran i gruixuda de cautxú, cuir o de goma que com mostra la imatge, en girar el comandament, tanca el conducte d'arribada i d'aquesta manera interromp el pas de l'aigua. Tradicionalment la peça de tancament era de cuir, per la qual cosa en certs països es coneix com a "cuerito", i en altres sabata, que també recorden aquest origen, tot i que actualment són de cautxú sintètic.
També es fabriquen aixetes amb altres tipus de vàlvula. En llocs poc representatius (jardins, cotxeres) s'utilitzen aixetes amb vàlvula de bola. En les aixetes dels banys, s'utilitzen amb vàlvula de discs ceràmics.

## Tipus d'aixetes
IndividualsAquest tipus d'aixetes s'utilitza molt poc en l'actualitat, i eren els únics que existien abans dels monobloc o monocomandaments. Es tracta d'aixetes "d'una sola aigua", és a dir, si volem tenir aigua freda i calenta s'han d'instal·lar dues aixetes diferents amb les respectives canelles, permetent el pas de l'aigua només freda o només calenta i, si es vol barrejada, ha de fer-se en la cubeta de l'aparell sanitari.
En bateriaS'utilitzen dues claus de pas separades i, mitjançant canonades, generalment ocultes, les sortides s'uneixen en un sol canó, on es barregen calenta i freda. Aquest tipus d'aixetes es col·loquen en banyeres i dutxes.
MonocomandamentsAquestes aixetes són d'un sol comandament, el qual dona pas tant a l'aigua calenta com a l'aigua freda. El sistema d'obertura és de palanca, que s'aixeca cap amunt per obrir l'aigua. Es tria l'aigua movent la palanca cap a l'esquerra o cap a la dreta, si volem aigua temperada la deixarem al centre. Aquest tipus d'aixeta és el que més s'instal·la en l'actualitat en lavabos, bidets, piques, banyeres i dutxes.
TermostàtiquesAquest tipus d'aixeta és el més còmode, ja que ens permet regular el cabal de l'aigua segons convingui, un altre comandament auxiliar permet seleccionar la temperatura, o obrir només l'aigua freda o l'aigua calenta. Així s'estalvia aigua i temps, ja que se sol demorar bastant per aconseguir que la temperatura estigui al gust de l'usuari. S'instal·len en banyeres i dutxes.